# 葡萄 (アルバム)
『葡萄』（ぶどう）は、サザンオールスターズの15作目のオリジナル・アルバム。2015年3月31日にCDとダウンロード配信で発売。発売元はタイシタレーベル / SPEEDSTAR RECORDS。キャッチコピーは「大衆音楽の粋、ここに極まれり!」。
同年4月5日にはレコードとして発売されており、2019年12月20日からはストリーミング配信が開始されている。

## 背景

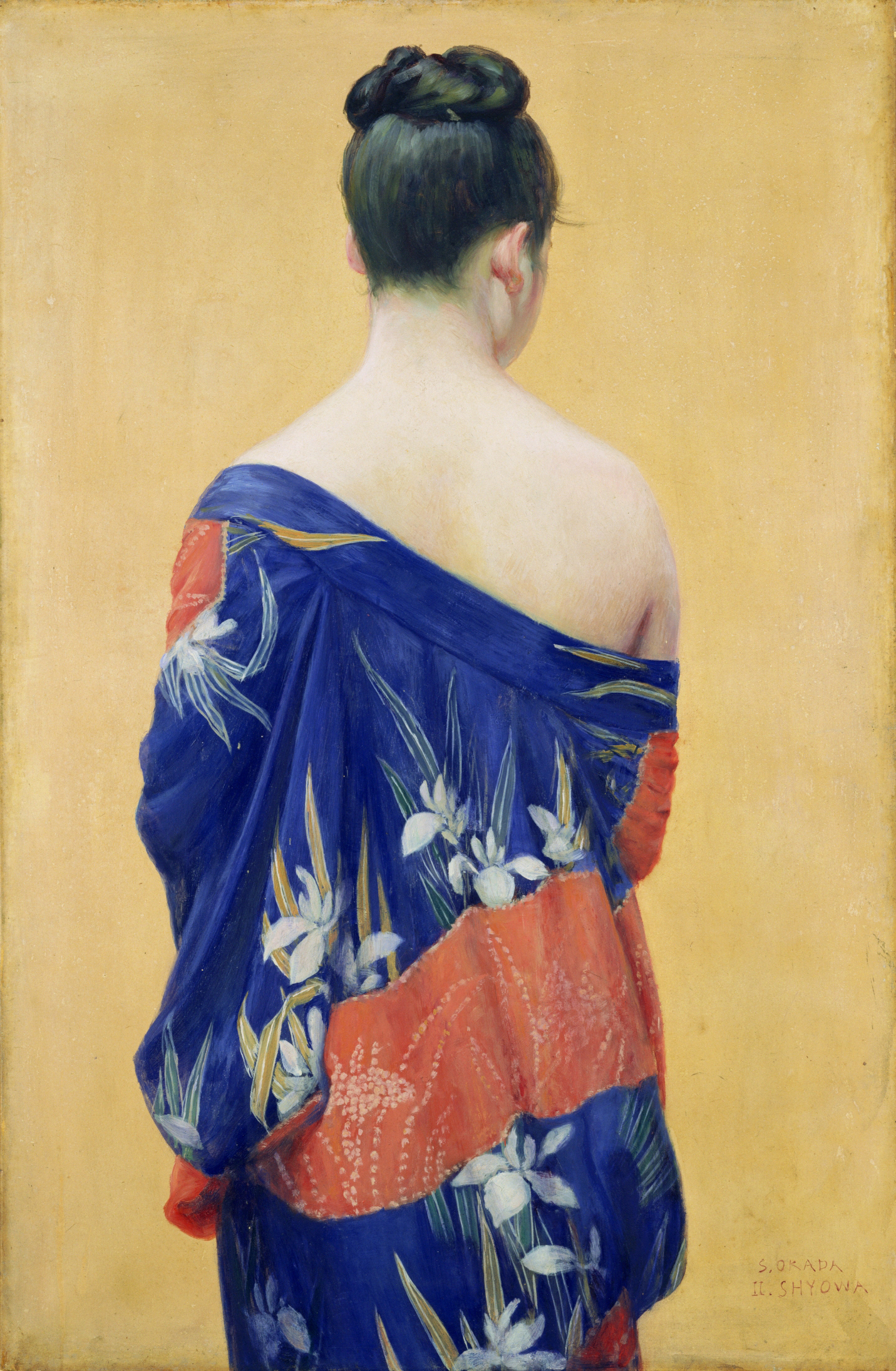
『あやめの衣』1927年（ポーラ美術館）

自身のアルバムとしては、前作の『キラーストリート』から9年半ぶりとなる発売である。2014年6月25日に55枚目シングルの「東京VICTORY」のリリース発表とともに本作の制作が発表された。その時はレコーディング中であったために収録曲やタイトルなどは決まっていなかったが、2015年の元旦に本作の発売日が発表された。元日の朝日新聞と読売新聞には年内の活動の内容が記された広告が掲載され、前者には「平和の鐘が鳴る」の歌詞が先行公開され、後者には「笑ってもっと、ニッポン」と題した見出しと全国ツアー（「おいしい葡萄の旅」）に向けての抱負などが語られたインタビューが掲載された。
タイトルに関しては「これまでのアルバムと同じく、タイトルはあくまで記号だから、あまり深い意味はないんですよ」としつつ:19、きっかけについては、桑田佳祐が偶然渡辺淳一の訃報を耳にし、デビュー作の『葡萄』というタイトルが頭に残ったことと、かねてから親交のある大空眞弓が葡萄の鉢植えを桑田のもとに送ってきたことも影響していると述べ、「葡萄」という字面にまずインスピレーションを感じて、葡萄の葉が心臓、房が乳房、蔓が人に巻きつく感じにそれぞれエロティシズムを連想させたこと、また、桑田にとってある種の「読物」としての在り方にこだわったこの作品のタイトルを小説や読物かと思わせるものにしたかったということも一因となり、『葡萄』と名付けたことを語っている:17:19。
ジャケットは岡田三郎助の『あやめの衣』のオマージュであり、影響を受けたと語っている。またトッド・ラングレンのアルバム『サムシング/エニシング』との類似性も指摘されている。

## 音楽性
当初は曲数を8曲程度にしようと計画していたが、制作しているうちにレコーディングが盛り上がり、桑田の創作意欲がかえって高まって行ったため、結果的に現在の曲数になったことが語られている:57。
桑田が「”和”という言葉が好き」と発言したように、日本の情緒や世界平和などの幅広い「和」の要素が随所に反映されていることが特徴であり:24、これまでの作品と比べると収録曲に歌詞に英語が少なく、桑田は「俄かに知っている英語フレーズに逃げるのをやめた」「日本人として、日本の皆さんに楽しんでもらえる、日本語としてのポップスを作ろうと思った」:18と述べており、このアルバムについて「欧米のロックを日本向けにアレンジした、昔ながらの洋食屋のようなアルバム」「『和風だし』と『ビフテキ』にこだわった」と形容している。桑田はアメリカやイギリスのポップスへの憧れは断ち切れないものの、「英語を喋れないと、英語の生活感がないとポップミュージックって歌えない」と感じ、徐々に吹っ切れてきていると述べている:45。そのため「日本語の使い手」としてまだ踏み込んでいない領域に興味を持ち始めたのだという:46。
直前に前年の年越しライブでのトラブルと紅白歌合戦でのパフォーマンスに関する論争があったため、桑田は当時のインタビューなどで「僕には何か特定の主義もなければ思想もありませんし、右でも左でもリベラリストでもなけりゃ、聖人君子でも何でもない」「そもそも風刺というのは人を過剰に傷つけるものではあってはならないと思うんです」:22「僕は何かのデモや運動の先頭に立って旗を振りたいわけじゃない。ただ、それでもおかしいことはおかしいと思うものだし、たまたまそれがきっかけで音楽が生まれたのなら、それを歌えない空気も、そこで歌えない自分も僕は嫌なんです」:26などと自身の立場を説明をすることも多かった。また、桑田の反戦を訴える姿勢は祖母や父の影響によるものであることと、父親が戦時中に満州にいた時期があることもインタビューで言及されている:26。
平和や反戦をテーマとしている楽曲が比較的多く収録されており、桑田は「たかが歌なのでたいした力はないかもしれませんが、私は日本を愛する者ですし、平和を願う者として、“希望の苗を植えていこうよ、地上に愛を植えていこうよ”というメッセージをお伝えしたい」「今後も時折こういうメッセージを発信していきたい」「戦争はなかなか無くならないことも、平和を訴えるうえでのある種の虚しさも、大人ですから薄々は気付いています。でも言うだけでも言わなきゃ夢が持てない。僕は夢のない世の中が一番怖いと思っています」と述べている:26。また、第57回日本レコード大賞の最優秀アルバム賞を受賞した際には「戦後70年、われわれ日本人の過去から現在、未来にいたるまでの生きざま、考え方を胸にメンバー、スタッフ一丸となって作り上げました」とコメントしている。
また、桑田はかつては「愛と平和」という言葉が安っぽく思えた時期もあったが、このアルバムの制作時期には年齢を重ねたこともあって骨身に染みるようになったといい、自身にとっての生きた文言となっている感触さえあるとも述べている:31。

## リリース
2015年3月11日には、iTunesで「アロエ」と「イヤな事だらけの世の中で」が先行配信がされた。
CDの発売は同年3月31日に発売が開始された。発売日は現在の邦楽CDで一般的となっている水曜日でなく火曜日の発売だが、「31日の全国一斉発売」の徹底を呼び掛けており、前日の早売りについてはほとんど行われていない。リリース形態は、特製BOXに通常盤CDをはじめ、桑田による全曲解説と2014年の年越しライブを収録したDVDと2013年の復活以降の貴重な写真などで構成された「葡萄白書」と特製Tシャツが入った完全生産限定盤A、BOXからTシャツを除いた完全生産限定盤B、通常盤、アナログ盤の全4形態で発売された。
自身のデビュー37周年となる2015年6月25日に、自身のツイッターにて同年7月上旬よりCDショップなどで本作を買うと先着でうちわが貰えることを発表した。また、同年12月29日にツイッターで第57回日本レコード大賞最優秀アルバム賞を受賞したキャンペーンとして、うちわと同様に本作を買うと先着でクリアファイルがもらえる事を発表した。
完全生産限定盤AとBがCDショップなどで入手困難状態が続いた（完全生産限定盤Aは予約だけで完売した）。過去には、シングルで「TSUNAMI」も同様に初回盤が発売日前に店頭から消える現象が起きている。

### 再発売
- 2024年12月11日（ダウンロード・ストリーミング）リマスタリング

## プロモーション

### 発売関連企画
アルバムの発売に先立ち、全国47都道府県の映画館(各県1館ずつであり、合計全47館)で『サザンオールスターズ ニューアルバム『葡萄』プレミア試聴会』が2015年3月15日に行われた。
アルバムの発売に合わせ、週刊文春（文芸春秋）、週刊現代（講談社）、週刊ポスト（小学館）、週刊プレイボーイ（集英社）、週刊SPA!（扶桑社）の5誌との協力により「スペシャルマガジン 総力特集 サザンオールスターズ『葡萄』」が制作され、4月24日から15万部限定で全国1万1000店以上のローソンで無料配布された。また、冒頭にはスピードスターレコーズ・タイシタレーベルのレーベル長の小野朗による「スペシャルマガジン創刊のごあいさつ」と:1、渋谷陽一による特別寄稿が掲載された:3。このパンフレットはそれぞれの編集部が、曲を基に自由な発想で記事を制作しており、そのため小野は「記事とアーティストの本来の意図とが必ずしも一致しているわけではない」とした上で、「その「解釈のズレ」が生じてしまう事こそが”大衆音楽”の持つ可能性であり、楽しみ方の一つである」という見解を述べている :1。桑田はかねてから週刊誌によく目を通しており、このパンフレットが刷り上がった際も「これは面白いね」と述べていたという。

### テレビ放送
2015年3月29日にWOWOWでこのアルバムにスポットを当てたスペシャル番組『サザンオールスターズ「葡萄」スペシャル』が放送された。また、この番組に向け3月1日には『サザンオールスターズ「葡萄」スペシャル ～プロローグ～』として「アロエ」のミュージック・ビデオにスポットを当てた番組を無料放送している。

### テレビ披露
| 放送日        | 番組名                   | 放送局     | 披露曲                                        | 出典   |
| ------------- | ------------------------ | ---------- | --------------------------------------------- | ------ |
| 2015年3月13日 | ミュージックステーション | テレビ朝日 | 「アロエ」 「イヤな事だらけの世の中で」       | [ 55 ] |
| 2015年4月3日  | ミュージックステーション | テレビ朝日 | 「アロエ」 「東京VICTORY」 「はっぴいえんど」 | [ 56 ] |

## ツアー
2015年4月から5大ドームを含む、11箇所全23公演のライブツアー「おいしい葡萄の旅」が始まった。同ツアーは「愛媛県武道館」から始まり、発売日に発表された追加公演では、サザンとしては22年ぶりとなる「日本武道館」での公演も組まれた。
ライブを行った会場の中には、原子爆弾が投下された広島県や、横田めぐみが拉致された新潟県など、歌のテーマとリンクする地方の会場もあり、そこで「平和の鐘が鳴る」「蛍」「Missing Persons」を歌ったことを桑田は、「意図はしてないけど、ビリビリ感じるようなものがあった」「泣きそうになっちゃった」（広島での「平和の鐘が鳴る」「蛍」に対して）、「平和の祈りとかそういうのとはまた違うものがあった」（新潟での「Missing Persons」に対して）という感想を述べている。

## 批評
音楽評論家の渋谷陽一は、デビューアルバムのようなエネルギーを持ったアルバムであると評した:42, 51。渋谷はそれまでとの歌詞の変化を強く感じており、とりわけ「栄光の男」における「割り箸を持つ手が震えてた」などの写実主義的な表現はこれまで桑田が使うことはなかったと論ずる:44。また、「ピースとハイライト」などのような反戦や社会問題をテーマにした楽曲を「歌にした動機はひとつ、『歌いたいから』だったと思う」「何かの意図があったら人の心を打たないし、チャートで一位にもならない」と評し、桑田もそれに賛同している:54, 55。
SWITCHで桑田に取材をした内田正樹は、これまでも桑田がサザンとソロ活動を繰り返し行い、バンドとソロの境界が融解していったものの、世間がそれぞれにイメージする"サザンらしさ"という抽象的なイメージが溶け去ることはなかったとしたうえで、「桑田佳祐と"サザンの桑田"というペルソナが、最も幸福なシンクロナイズを迎えたアルバムと言えるのではないだろうか」と評している:27。
Apple Music内の解説文では「『ネオジャパネスク』をテーマにした前々作アルバム『さくら』に連なるような和の世界観をよりナチュラルに表出した傑作アルバム」「デビュー時の勢いと鮮度をキープしていることにも舌を巻く」と評価されている。
オリコンでは本作が同社発表の2015年上半期アルバムランキング3位にランクインしたことを受け、「近年、10曲前後が『標準』の収録曲数になっていたアルバムマーケットに楔を打ち込むように、CD収録時間ほぼ一杯の16曲を収めており、その『攻め』の姿勢がレコードやCDで育った世代のみならず、配信中心の世代の心をも震わせた」と評価し、「配信時代に向けてアーティストからの『提示』と言える」と分析している。

## 受賞歴
| 年     | 音楽賞                 | 結果             | 出典   |
| ------ | ---------------------- | ---------------- | ------ |
| 2015年 | 第57回日本レコード大賞 | 最優秀アルバム賞 | [ 61 ] |
| 2016年 | 第8回CDショップ大賞    | マエストロ賞     | [ 62 ] |

## チャート成績
2015年4月13日付のオリコン週間ランキングで初週30.0万枚を売り上げ、初登場1位を獲得し、通算17作目の首位獲得となった。また、本作の1位獲得で4年代（1980年代、1990年代、2000年代、2010年代）連続1位を獲得した。この記録は、德永英明、桑田佳祐、山下達郎、松任谷由実、氷室京介、竹内まりやの6組が達成していて、グループとしては史上初である。桑田はソロ、グループでともに達成し、こちらも史上初の快挙となった。発売以降、同ランキング1位（30.0万枚）→2位（6.9万枚）→2位→3位→2位→3位と6週連続でベスト3を維持した。
オリコンによる本作の登場回数は43回である。
2015年6月からBillboard JAPANが新たにBillboard Japan Hot Albumsを開始した。本作は発売から約2か月経っていたが、ルックアップ部門で1位を獲得し、ランキングでは総合6位を獲得している。

## 収録曲

### CD
- 完全生産限定盤A、完全生産限定盤B、通常盤、アナログ盤共通収録。既発曲の解説は各収録作品を参照のこと。

全作詞・作曲：桑田佳祐。
| #         | タイトル                     | 作詞      | 作曲・編曲 | 編曲                                                       | 時間 |
| --------- | ---------------------------- | --------- | ---------- | ---------------------------------------------------------- | ---- |
| 1.        | 「アロエ」                   |           |            | サザンオールスターズ 曽我淳一 島健（弦編曲）               | 4:59 |
| 2.        | 「青春番外地」               |           |            | サザンオールスターズ 曽我淳一（管編曲） 山本拓夫（管編曲） | 3:47 |
| 3.        | 「はっぴいえんど」           |           |            | サザンオールスターズ 島健（弦編曲）                        | 4:46 |
| 4.        | 「Missing Persons」          |           |            | サザンオールスターズ                                       | 5:17 |
| 5.        | 「ピースとハイライト」       |           |            | サザンオールスターズ 原由子（管編曲） 山本拓夫（管編曲）   | 4:35 |
| 6.        | 「イヤな事だらけの世の中で」 |           |            | サザンオールスターズ                                       | 5:07 |
| 7.        | 「天井棧敷の怪人」           |           |            | サザンオールスターズ 島健（管編曲）                        | 4:26 |
| 8.        | 「彼氏になりたくて」         |           |            | サザンオールスターズ 島健（弦編曲）                        | 4:50 |
| 9.        | 「東京VICTORY」              |           |            | サザンオールスターズ                                       | 5:08 |
| 10.       | 「ワイングラスに消えた恋」   |           |            | サザンオールスターズ 島健（管弦編曲）                      | 4:27 |
| 11.       | 「栄光の男」                 |           |            | サザンオールスターズ                                       | 4:45 |
| 12.       | 「平和の鐘が鳴る」           |           |            | サザンオールスターズ 島健（弦編曲）                        | 3:58 |
| 13.       | 「天国オン・ザ・ビーチ」     |           |            | サザンオールスターズ 曽我淳一（管弦編曲）                  | 4:00 |
| 14.       | 「道」                       |           |            | サザンオールスターズ                                       | 4:34 |
| 15.       | 「バラ色の人生」             |           |            | サザンオールスターズ                                       | 3:57 |
| 16.       | 「蛍」                       |           |            | サザンオールスターズ 島健（管弦編曲）                      | 3:13 |
| 合計時間: | 合計時間:                    | 合計時間: | 71:49      |                                                            |      |

### 曲解説
1. アロエ
メンバー全員出演のWOWOW 2015 CMソング。
桑田が言うには本楽曲の主人公は「心優しい遊び人」であるといい、内容は「元気のないツレを励ましている」イメージだという[26]。「ノリや思い付きで出来た、底抜けにお気軽な曲が一つは入っていた方がいい」という持論のもとで制作された[22]:21。本楽曲は、完成に至らなかった曲が入っているICレコーダーの中から拾い上げた曲だと語っている[22]:21。
「アロエ」というフレーズに特に意味はなく、仮歌の段階では「anyway」と歌っており、語感が似ている言葉を探していたところ、ふと「アロエ」という言葉が浮かび、歌ったところ響きがちょうどよかったため、そのまま曲名にも採用されたという[70]。ラスサビ前の間奏に杏仁豆腐・ジャージャー麺といった食べ物が出てくるラップ風のフレーズがあるが、思いつきで入れており、特に深い意味はない。曲中に入っている笑い声は金原ストリングスの声をサンプリングしたものである[22]:21。
ミュージックビデオでは、桑田が拡声器とマスクを使っているが、拡声器はスタッフが使っていたものを拝借して使っただけであり、マスクはたまたまあったために使用しただけで、特に意味はない。この他にもメンバーと100人ものエキストラが虹をバックに踊る、イントロとアウトロで僧侶（冒頭では途中で野沢秀行に変わっている）が木魚を叩いている、間奏部分で桑田が金髪のカツラをかぶりバイクに乗っているなどサイケデリックでシュールな演出がある[71]。
『おいしい葡萄の旅』では野沢が中華料理人に扮していたり[72]、アロエ柄のTシャツとパンツを着用したバックダンサーが登場したり[73]、バックモニターにアロエ・杏仁豆腐・ジャージャー麺の写真がフレーズが発せられるごとに登場したり、間奏でUFOのアニメーションが登場するといった演出があった[72]。
2. 青春番外地
タイトルは高倉健主演による映画「網走番外地」から拝借した[22]:21。歌詞は桑田が青山学院大学に在籍した時の思い出と、自身よりやや上の世代の様子を織り交ぜたものになっており、この曲の主人公は「自身と正反対で泥臭く生きてる人」であるという[27]:53。なお、桑田は学生運動や憂国論議は一切しておらず、ピンク映画を見たことはあるがハシゴはしていないと述べている[22]:22。
本楽曲も「アロエ」と同様、ICレコーダーから拾った曲である。アルバムの新曲としては一番初めにレコーディングが始まった[22]:21。
「スペシャルマガジン 総力特集 サザンオールスターズ『葡萄』」では週刊現代編集部によって、本楽曲に登場した歌舞伎町を舞台に小間千代を主演としたグラビアが制作・掲載された[50]:12,13,14。
3. はっぴいえんど
JTB「『旅を楽しむ大人の家族』篇」CMソング。
タイトルは1969年から1972年まで活動した日本のバンドはっぴいえんどからそのまま拝借したものだが、曲自体での関係はない[21]。本楽曲の仮タイトルは制作当時に世の中を賑わせた時事ネタ[注釈 6]にちなみ、桑田自身が作詞作曲したにもかかわらず「作曲したのは別人です」であった[22]:22。
構想段階からエルトン・ジョンの「Your Song」のようなイメージがあったという[22]:22。本楽曲の歌詞については、桑田がサザンの休止期間中に食道がんを発症し休養したことなどが影響しており、それらに対するメンバーへの詫びの気持ちも込めたという[22]:22。
4. Missing Persons
曲調はハードロック調で、歌詞は北朝鮮による日本人拉致問題をテーマとしたシリアスな楽曲になっている[注釈 8]。桑田はさまざまな報道を通してなかなか状況が進展しない様子や拉致被害者の家族の辛い心情と、逆風の中で解決を訴えていく現状を察知し、気を揉んでいたことを述べており、本楽曲を「『ここからどうにもできないの?』といったシンプルなクエスチョン」と「解決を訴え続けている方々へのエール」と位置付け、日本政府に対し、拉致問題の解決に向けてより尽力するよう求めている[20]:25[22]:23。歌詞中の「Megumi」とは拉致被害者の横田めぐみのことである[77]。
ローソンで配布された「スペシャルマガジン 総力特集 サザンオールスターズ『葡萄』」では週刊文春の取材により石高健次、西岡力、五味洋治による拉致問題・北朝鮮外交についての解説と、横田めぐみの両親であり、以前よりサザンの楽曲を好んで聴いていたという横田滋・早紀江夫妻が登場し、本楽曲を絶賛するコメントが掲載された[49]。横田夫妻は実際に本楽曲を歌詞カードを追いながら聴き、途中時折夫妻は共に笑みを浮かべ、聴き終わると拉致問題が表面化されておらず横田夫妻を含めた一部の人物しか声を上げていなかった頃を回想し、「この曲で桑田さんが歌われているように、有名な方が拉致問題のことを歌ってくれたらと昔から思っていました。ですから、今ようやくその願いが叶った気がします」「この歌のとおりですね。本当にありがとうございます」と述べた[50]:6,7,8,34。
学生時代からサザン及び桑田ソロの楽曲を聴いていたというAIは、本楽曲の『Megumi, come back home to me.』という歌詞を「私には絶対に書けません。共感できると同時に、みんなでどうにかしようという気持ちが伝わって来ます」と高く評価している[78]。
5. ピースとハイライト
2013年に発売した54枚目シングル。
6. イヤな事だらけの世の中で
TBS系日曜劇場『流星ワゴン』主題歌。
舞台はかねてから桑田が著書などで「好きなんです」と述べていた京都であり[79]、歌詞の中に京都の名所（鴨川、嵐山、花見小路）・行事（祇園囃子）や「桜」「紅枝垂[80]」「蝉時雨」「いろは紅葉」「稲穂」「秋あかね」「小雪」といった全ての日本の四季を想起させるフレーズが随所に登場している[81]。
桑田は本楽曲のルーツが演歌や歌謡曲であることを述べており、「イヤな事だらけ」という言葉の意味に関しては「人生の中に生きがいみたいなものを見出しているからこそ言える言葉なんじゃないだろうか」「愚痴や嘆きを言える相手がいるという意味で、僅かだが救いのある状態なのではないだろうか」と語り、長屋の時代から日本人の生活にはそうした風情があったことを述べたうえで、「どんなに貧乏でも、ピンチでも笑顔や幸せを見出す機能を、かつての庶民は各々に持っていた気がする。そこに演歌や歌謡曲に流れていた日本人のDNAの源流を感じるのは、私だけではないはずだ」と「葡萄白書」に綴っている[22]:24。
仮タイトルは「アホな男とエエ女」であり、歌詞に登場する「ええオンナ」というフレーズはその名残であるという[22]:57。
サザンがドラマ主題歌を担当するのは、フジテレビ系ドラマ『大奥』の「愛と欲望の日々」以来で10年振りとなる[82]。
7. 天井棧敷の怪人
NACK5「ファンキーフライデー」エンディングテーマ。
「素行のあまりよろしくない劇団の座長」をイメージして作った曲。歌詞に劇団「天井桟敷」を主宰した寺山修司の「毛皮のマリー」が出てくるが、桑田は寺山の作品をテレビやビデオで見た程度でほとんど想像で作ったという[22]:25。
曲中で桑田のアイデアによりメンバー全員による合いの手が録音されたが、面白くなりすぎたため最終的に野沢秀行と松田弘の部分のみが採用されている[22]:58。この曲での野沢のコンガを桑田は「彼にしか出来ない音」と評価している[22]:25。
8. 彼氏になりたくて
サザンの楽曲としては久しぶりの失恋ソングになっている。桑田が言うには本楽曲の主人公は「小柄な男で、二枚目と三枚目の中間ぐらいで、さほどモテる方ではない歌手」だという[22]:26。
9. 東京VICTORY
2014年に発売した55枚目シングル。
10. ワイングラスに消えた恋
原由子がボーカルの曲であり、ほろ苦く切ない女心を歌っている。桑田が言うには本楽曲の主人公は「かつては全盛期にあった歌手」で、「ちょっと妖艶な大人の雰囲気を携えて、第二幕を迎える」イメージであるという[22]:27。
タイトルは「葡萄酒と私」と迷った末、女性スタッフに意見を聞いて回って決めたという[22]:63。
「いつもはキーボードを弾きながら歌う原に是非ともハンドマイクで歌ってもらいたい」という桑田の思いもあり[22]:27、『おいしい葡萄の旅』においては実際に原がハンドマイクでステージに立ち歌唱を行い、桑田は指揮者に扮していた[83]。
11. 栄光の男
シングル「ピースとハイライト」の3曲目。
12. 平和の鐘が鳴る
NHK 放送90年イメージソング。
桑田は本楽曲の歌詞について、制作期間中に「NHKスペシャル カラーでよみがえる東京～不死鳥都市の100年～」[84]（NHK総合、初回放送2014年10月19日）をたまたま見たことが影響していると語っており[27]:57、 終戦を迎えた1945年8月15日の皇居の様子と、玉音放送で終戦の知らせを聞いて涙を流す人々の頭上に広がる青空を見て「悲しみの青空」のフレーズが浮かび、そこから内容を広げていったという。また、焼け野原から徐々に立ち直っていく人々の笑顔（いわゆる「ジャパニーズ・スマイル」）を見て「日本人の品格を感じた」とし、感動したことを述べている[22]:28。『おいしい葡萄の旅』で歌唱した際にはバックモニターにその番組の映像が流れていた[85]。そうしたあらましで制作されたために、NHKからタイアップのオファーがあった際には「不思議な縁を感じた」という[22]:29。「葡萄白書」では、自身が幸せな時代を過ごしてきたことや、激動の時代を生き抜いた先人への感謝の念を述べ、そのありがたみを伝えるために本楽曲を書いた旨を述べている[22]:28,29。
歌詞は本作が発売される前から、ホームページや2015年1月1日付の朝日新聞[86]で先行発表されている。
歌入れはビクタースタジオではなく、神奈川県藤沢市で行われた[87]。
13. 天国オン・ザ・ビーチ
シングル「東京VICTORY」の2曲目。
当初収録予定曲への記載はされていなかったが、曲順決定の際に収録が発表された。収録された理由は桑田が言うには「アルバムがシリアスになり過ぎないためのバランス」であるという[20]:22。
14. 道
桑田が言うには、どこか汚れた部分があったり人間離れした歌うたいの中にある、純情な思いや人間としての血が通っている様が描かれており[27]:58、そういった歌うたいへの憧れも「葡萄白書」で語られている[22]:30。この曲の作詞は2015年の初めに行われ、当時の心境がかなり如実に表れていると桑田は述べている[22]:30。
斎藤誠によるエレアコ（Line 6のモデリングギター[22]:29）が全体的に使われている。
原由子は本楽曲を初めて聴いた時に少し涙ぐんだことと、「これからも自分の信念を貫き歌っていくんだ」という桑田の決意表明の曲と受け取ったことを語っている[20]:30。
15. バラ色の人生
インターネットの普及やSNS疲れなどに対応しきれないアナログ世代の悲哀と現実世界の素晴らしさを明るくつづった曲である[22]:31[88]。桑田はインターネット社会から逃げることができない現実と、自らも携帯電話やコンピューターの恩恵を受けていることを述べたうえで、「かつての懐かしい不便さと、今日の便利さを、面白おかしくライブに足を運んでくれるお客さんと共有できれば」という考えを述べている[22]:31。
当初のタイトルは「アナログ人生」で長く1曲目の候補になっていた（1曲目はその後「東京VICTORY」を経て最終的な「アロエ」に落ち着く）[21]。タイトル変更のきっかけはエンジニアの中山佳敬がミキシングで迷っている際に、見かねた桑田が方向性を導くためにあえて変えたという[22]:30。
「スペシャルマガジン 総力特集 サザンオールスターズ『葡萄』」では週刊SPA!によって「暴走する『デジタル愛欲』最前線」と題して、この曲で歌われているアナログな触れ合いとは程遠いデジタルな世界で欲望を発散する若者の生態の特集が制作・掲載された[50]:30,31,32。
2016年1月22日に自身のフェイスブックで開設記念としてLIVE TOUR 2015 「おいしい葡萄の旅」で披露された映像を、歌詞にある「みんなが集まる架空の広場（SNS）で　このバラ色の人生を　分けてあげたいな」の一節にちなみ、SNSでライブ映像を期間限定で公開した[88]。
16. 蛍
シングル「ピースとハイライト」の2曲目。
渋谷陽一は本楽曲を「これまでのサザンにはなかったなあと僕は思うんですね」「今のサザンを象徴する楽曲」と高く評し、『葡萄』の最後の曲にしたことを「これで終わるっていうのはすごい余韻だと僕は思う」としている[27]:60。

### 完全生産限定盤DVD
- 2014年12月31日に行われた年越しライブと舞台裏のメイキング映像である[42]。

1. Making Movie～ピースとハイライト
2. 東京VICTORY
3. 天国オン・ザ・ビーチ
4. 栄光の男

〜from サザンオールスターズ 年越しライブ2014「ひつじだよ! 全員集合!」 at 横浜アリーナ -2014.12.31-

## 参加ミュージシャン
- 桑田佳祐 - Vocals ,Acoustic Guitar, Electric Guitar, 12 Strings Guitar, Bass, Synthesizer Bass, Blues Harp, Bicycle Horn, Cymbal, Tambourine, Wind Chime & Hand Claps
- 関口和之 - Bass
- 松田弘 - Drums, Tambourine, Backing Vocal & Voice
- 原由子 - Piano, Electric Piano, Hammond Organ, Rhodes, Celesta, Synthesizer , Vocals
- 野沢秀行 - Conga, Cowbell, Tambourine, Quijiada & Voice

| アロエ - 斎藤誠 - Electric Guitar - 曽我淳一 - Synthesizer Bass, Synthesizer, Computer Programming & Hand Claps - 島 健 - Piano & Conduct - 金原千恵子ストリングス - Strings - 401stオールスターズ - Hand Claps 青春番外地 - 斎藤誠 - Electric Guitar - 曽我淳一 - Snthesizer Banjo, Synthesizer & Computer Programming - 山本拓夫 - Tenor Saxophone - 西村浩二 - Trumpet - 村田陽一 - Trombone はっぴいえんど - 斎藤誠 - Acoustic Guitar - 曽我淳一 - Synthesizer & Computer Programming - 成田昭彦 - Conga, Tambourine - 島健 - Conduct - 金原千恵子ストリングス - Strings Missing Persons - 斎藤誠 - Electric Guitar & Backing Vocal - 曽我淳一 - Synthesizer & Computer Programming ピースとハイライト - 斎藤誠 - Electric Guitar - 片山敦夫 - Synthesizer & Wurlitzer - 角谷仁宣 - Computer Programming - 山本拓夫 - Tenor Saxophone - 西村浩二 - Trumpet - 菅坡雅彦 - Trumpet - 村田陽一 - Trombone イヤな事だらけの世の中で - 曽我淳一 - Synthesizer & Computer Programming 天井棧敷の怪人 - 斎藤誠 - Electric Guitar - 曽我淳一 - Computer Programming - 島健 - Piano - 山本拓夫 - Tenor Saxophone - 吉田治 - Alto Saxophone - 西村浩二 - Trumpet - 菅坡雅彦 - Trumpet - 村田陽一 - Bass Trombone 彼氏になりたくて - 斎藤誠 - Acoustic Guitar - 曽我淳一 - Synthesizer Bass, Synthesizer, Computer Programming - 島健 - Electric Piano & Conduct - 金原千恵子ストリングス - Strings - 山本拓夫 - Flute - 黒田由樹 - Flute - 庄司さとし - English Horn & Oboe | 東京VICTORY - 斎藤誠 - Acoustic & Electric Guitars - 曽我淳一 - Synthesizer Bass, Synthesizer & Computer Programming - 401stオールスターズ - Shout ワイングラスに消えた恋 - 斎藤誠 - Electric Guitar - 片山敦夫 - Piano - 曽我淳一 - Computer Programming - 山本拓夫 - Tenor Saxophone & Flute - 吉田治 - Alto Saxophone & Flute - 西村浩二 - Trumpet - 菅坡雅彦 - Trumpet - 村田陽一 - Trombone - はたけやま裕 - Vibraphone - 島健 - Conduct - 金原千恵子ストリングス - Strings 栄光の男 - 斎藤誠 - Acoustic,Electric & 12 Strings Guitars - 片山敦夫 - Erectric Piano & Synthesizer - 角谷仁宣 - Computer Programming 平和の鐘が鳴る - 斎藤誠 - Acoustic Guitar - 曽我淳一 - Computer Programming - はたけやま裕 - Tubular Bells - 島健 - Synthesizer Wood-Bass & Conduct - 金原千恵子ストリングス - Strings 天国オン・ザ・ビーチ - 斎藤誠 - Electric Guitar - 曽我淳一 - Piano, Clavinet & Computer Programming - 西村浩二 - Trumpet - 菅坡雅彦 - Trumpet - 村田陽一 - Trombone - 金原千恵子ストリングス - Strings - MCビーチギャルズ - Backing Vocal 道 - 斎藤誠 - Acoustic Guitar - 曽我淳一 - Synthesizer & Computer Programming バラ色の人生 - 曽我淳一 - Computer Programming 蛍 - 片山敦夫 - Piano - 朝川朋之 - Harp - 藤田乙比古 - Horn - 勝俣泰 - Horn - 萱谷亮一 - Tubular Bells & Cymbal - 庄司さとし - Oboe - 金原千恵子ストリングス - Strings - 角谷仁宣 - Computer Programming |

## ライブ映像作品
| 曲名                     | 作品名                                                                                            |                                                  |
| ------------------------ | ------------------------------------------------------------------------------------------------- | ------------------------------------------------ |
| アロエ                   | おいしい葡萄の旅ライブ –at DOME & 日本武道館-                                                     |                                                  |
| 青春番外地               | おいしい葡萄の旅ライブ –at DOME & 日本武道館-                                                     |                                                  |
| 青春番外地               | LIVE TOUR 2019 “キミは見てくれが悪いんだから、アホ丸出しでマイクを握ってろ!!” だと!? ふざけるな!! |                                                  |
| はっぴいえんど           | おいしい葡萄の旅ライブ –at DOME & 日本武道館-                                                     |                                                  |
| はっぴいえんど           | LIVE TOUR 2019 “キミは見てくれが悪いんだから、アホ丸出しでマイクを握ってろ!!” だと!? ふざけるな!! |                                                  |
| Missing Persons          | おいしい葡萄の旅ライブ –at DOME & 日本武道館-                                                     |                                                  |
| ピースとハイライト       | →「 ピースとハイライト § ライブ映像作品 」を参照                                                  | →「 ピースとハイライト § ライブ映像作品 」を参照 |
| イヤな事だらけの世の中で | おいしい葡萄の旅ライブ –at DOME & 日本武道館-                                                     |                                                  |
| 天井桟敷の怪人           | おいしい葡萄の旅ライブ –at DOME & 日本武道館-                                                     |                                                  |
| 彼氏になりたくて         | おいしい葡萄の旅ライブ –at DOME & 日本武道館-                                                     |                                                  |
| 東京VICTORY              | →「 東京VICTORY § ライブ映像作品 」を参照                                                         |                                                  |
| ワイングラスに消えた恋   | おいしい葡萄の旅ライブ –at DOME & 日本武道館-                                                     |                                                  |
| 栄光の男                 | →「 ピースとハイライト § ライブ映像作品 」を参照                                                  |                                                  |
| 平和の鐘が鳴る           | おいしい葡萄の旅ライブ –at DOME & 日本武道館-                                                     |                                                  |
| 天国オン・ザ・ビーチ     | →「 東京VICTORY § ライブ映像作品 」を参照                                                         |                                                  |
| 道                       | おいしい葡萄の旅ライブ –at DOME & 日本武道館-                                                     |                                                  |
| バラ色の人生             | おいしい葡萄の旅ライブ –at DOME & 日本武道館-                                                     |                                                  |
| 蛍                       | →「 ピースとハイライト § ライブ映像作品 」を参照                                                  |                                                  |